# Eulepidotis atalanta
Eulepidotis atalanta là một loài bướm đêm trong họ Erebidae.